# 小林弘明 (馬券師)
小林 弘明（こばやし ひろあき、1973年 - ）は、日本のプロ馬券師、投資家。東京都出身。

## 概要
予想スタイルは自身が考案した競走馬の能力指数をメインに、調子・成長力・競馬場当日の風の強さや方向を割り出したデータなどを加えた予想方法で、実践的な馬券術をモットーにしている。
2003年から、中央競馬情報番組『競馬予想TV!』（フジテレビONE）にレギュラー出演。番組を通じて知己になった水上学、亀谷敬正、太組不二雄らとは、プライベートでも親交がある。水上学は自身のブログにて、小林のキャラクターや話術を高く評価し「番組にもっと出演すべきだ」と述べている。